# Maskerleeuwerik
De maskerleeuwerik (Spizocorys personata) is een zangvogel uit de familie Alaudidae (leeuweriken).

## Verspreiding en leefgebied
Deze soort komt voor in Ethiopië en Kenia en telt vier ondersoorten:
- S. p. personata: oostelijk Ethiopië.
- S. p. yavelloensis: zuidelijk Ethiopië en noordelijk Kenia.
- S. p. mcchesneyi: Marsabit Plateau (noordelijk Kenia).
- S. p. intensa: centraal Kenia.

## Status
De grootte van de populatie is niet gekwantificeerd maar de soort wordt omschreven als plaatselijk algemeen. Op de Rode lijst van de IUCN heeft deze soort de status niet bedreigd.